# Антагонізм в природі і суспільстві
Антагоні́зм (від дав.-гр. ανταγωνισμός — «суперечка, боротьба») — одна з форм конфлікту, суперництво, що характеризується гострою боротьбою ворожих сил, тенденцій. Термін вживається в різних контекстах. Це тип суперечності, де погляди і діяльність сторін, що стикаються, мають діаметрально протилежний характер, який поглиблюється в міру свого розвитку і часто переростає у конфлікт. Боротьба між антагоністичними протилежностями відбувається у гострих формах і переважно завершується знищенням однієї з них. Повне розв'язання антагонізму досягається лише в результаті ліквідації тієї основи, що його породила.
Поширеним є зокрема явище етнічного антагонізму — суперечливого стану у міжетнічних відносинах, який характеризується напругою у стосунках як між домінуючою більшістю і окремими меншинами, так і між етнічними меншинами. Виникає на основі конфлікту ідеологічних, політичних, соціальних, економічних, релігійних інтересів. Виявляється на рівні відносин між домінуючою й підпорядкованою групами населення та на рівні підпорядкованих груп.